# Boterhamzakje

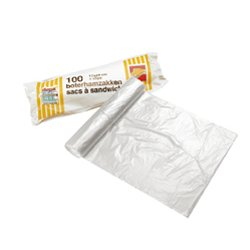
Rol boterhamzakjes

Een boterhamzakje is een zakje dat voornamelijk gebruikt wordt om, zoals de naam al aanduidt, boterhammen in te bewaren. Aanvankelijk werden boterhamzakjes uit vetvrij papier vervaardigd, tegenwoordig echter meestal uit polymeer. In een boterhamzakje passen meestal 4 boterhammen of 2 bolletjes. De afmetingen van een gemiddeld boterhamzakje zijn 19,6 bij 24,9 cm. Vaak komen deze in rollen voor, waarop er vaak 100 stuks zitten. Soms zit er een kartonnen behuizing om de rol. Bijna altijd zit bij een rol boterhamzakjes een strook met sluitclips om een gevuld zakje mee af te kunnen sluiten. Deze sluitclips bestaan meestal uit een dun metalen draadje met een stukje papier of plastic eromheen.
Vooral scholieren gebruiken boterhamzakjes voor hun lunchpakket, aangezien ze veel lichter en flexibeler zijn dan broodtrommels. In Nederland nemen ook veel arbeiders en kantoorbedienden brood in boterhamzakjes mee naar hun werk.
Van het boterhamzakje bestaat ook een iets grotere en stevigere variant, welke wordt gebruikt als diepvrieszak. Deze heeft vaak een zipsluiting.